# Virginie Demont-Breton
Virginie Élodie Marie Thérèse Demont-Breton (26 juli 1859, Courrières – 10 januari 1935, Parijs) was een Franse schilder.

## Biografie
Virginie Breton groeide op in een kunstenaarsfamilie. Haar vader Jules Breton en haar oom Émile Breton waren allebei bekende schilders. Haar moeder was de dochter van van de portretschilder Félix De Vigne. Virginie Breton leerde schilderen in het atelier van haar vader waar ze kennis maakte met andere kunstenaars, onder wie de schilder Adrien Demont met wie ze in 1880 trouwde. Ze kregen drie kinderen. Virginie Demont-Breton bleef schilderen tijdens haar moederschap. In 1890 verhuisden Demont-Breton en haar man naar Wissant, een klein dorpje aan de Côte d'Opale, waar ze een villa bouwden, Villa Typhonium, ontworpen door de Belgische architect Edmond de Vigne. De villa is sinds 1985 een historisch monument. De villa vormde een ontmoetingsplek voor kunstenaars en samen met andere kunstenaars creëerden Demont-Breton en haar man de kunstenaarsgroep L'école de Wissant (de Wissant school).

## Carrière
De artistieke carrière van Virginie Demont-Breton kwam vroeg op gang doordat ze door haar schildersfamilie werd gestimuleerd en in het atelier van haar vader en oom veel contact had met andere kunstenaars. Het meest invloedrijk was haar ontmoeting met schilder en beeldhouwer Rosa Bonheur, die een rolmodel en mentor werd voor Demont-Breton. In 1880, op twintigjarige leeftijd, exposeerde ze op de Salon in Parijs. Vier jaar later won ze een gouden medaille op de Wereldtentoonstelling van 1883 in Amsterdam. In 1886 exposeerde Demont-Breton in de Gentse Salon. Daar werd haar werk Loups de Mer (‘zeebonken’) aangekocht door het Museum voor Schone Kunsten van Gent. Demont-Breton exposeerde haar werk in het Palace of Fine Arts, op de 1893 World's Columbian Exposition in Chicago, Illinois.
Haar werk is onder meer te zien in het Koninklijk Museum voor Schone Kunsten in Antwerpen, Musée des Beaux-arts de la Ville de Paris, het Museum voor Schone Kunsten in Gent, het Louvre en in het Musée d'Orsay.

## Feminisme
Virginie Demont-Breton streed jarenlang voor meer vrouwelijke participatie in de door mannen gedomineerde kunstwereld. Ze was voorzitter van Union des Femmes Peintres et Sculpteurs Paris (De Parijse Unie van Vrouwelijke Schilders en Beeldhouwers) van 1895 tot 1903. Samen met Hélène Bertaux, de oprichter van de unie, ijverde Demont-Breton om de École des Beaux-Arts open te stellen voor vrouwelijke studenten. Ze schreven een oproep in het vakblad van de unie en spraken tijdens het vrouwencongres in 1889 over het openstellen van de École des Beaux-Arts en het belang van vrouwen in de kunst. In 1897 werd de École des Beaux-Arts opgesteld en konden vrouwen er gaan studeren. Hierdoor kregen vrouwelijke kunstenaars niet alleen de kans om aanwezig te zijn in de academische omgeving, maar ook om artistieke instrumenten te gebruiken die voorheen niet voor hen beschikbaar waren, zoals naaktmodellen.

## Stijl
Oorspronkelijk schilderde Virginie Demont-Breton portretten en historische taferelen, maar nadat ze naar Wissant was verhuisd, werd ze geïnspireerd door het alledaagse leven in het dorpje. Ze portretteerde de vissers en hun families in een realistische stijl. Ze schilderde ook scènes van moederschap en kinderen, voorstellingen die moeders verbeelden in sterke en krachtige beelden.

## Van Gogh
Vincent van Gogh kende de werken van de familie Breton, die hij in musea had gezien. Uit het atelier van Fernand Cormon kende hij Émile Breton, die zijn vriend werd. Hij probeerde de familie Breton meermaals op te zoeken. In 1889 schilderde hij zijn eigen versie van een van Demont-Breton's werken, L'Homme Est en Mer (Haar man is op zee). In een van de brieven aan zijn broer Theo schrijft van Gogh dat hij het schilderij heeft gemaakt voor een van de begeleiders van de instelling waar hij toen verbleef.

## Galerij

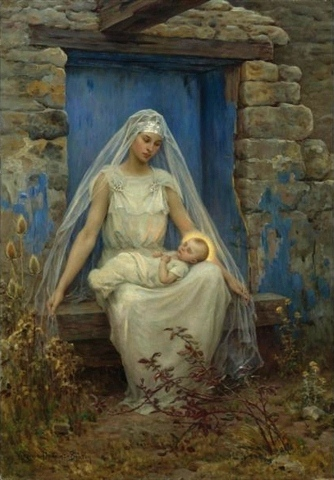
Alma mater
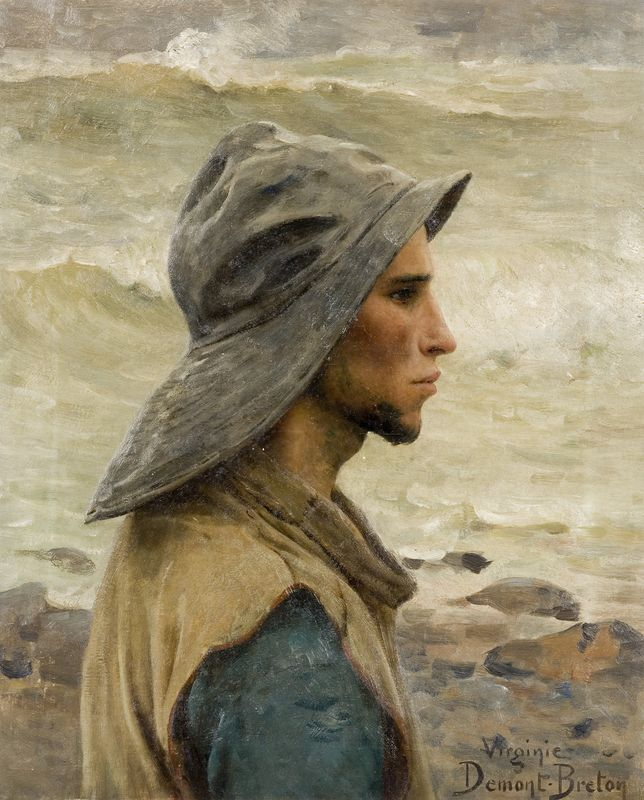
Jonge visser
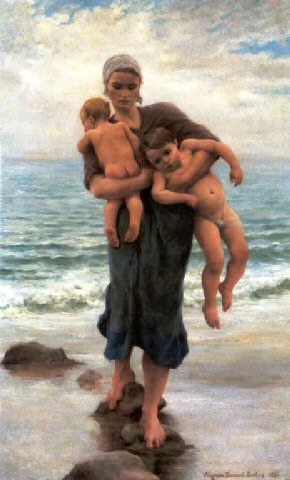
Vissersvrouw
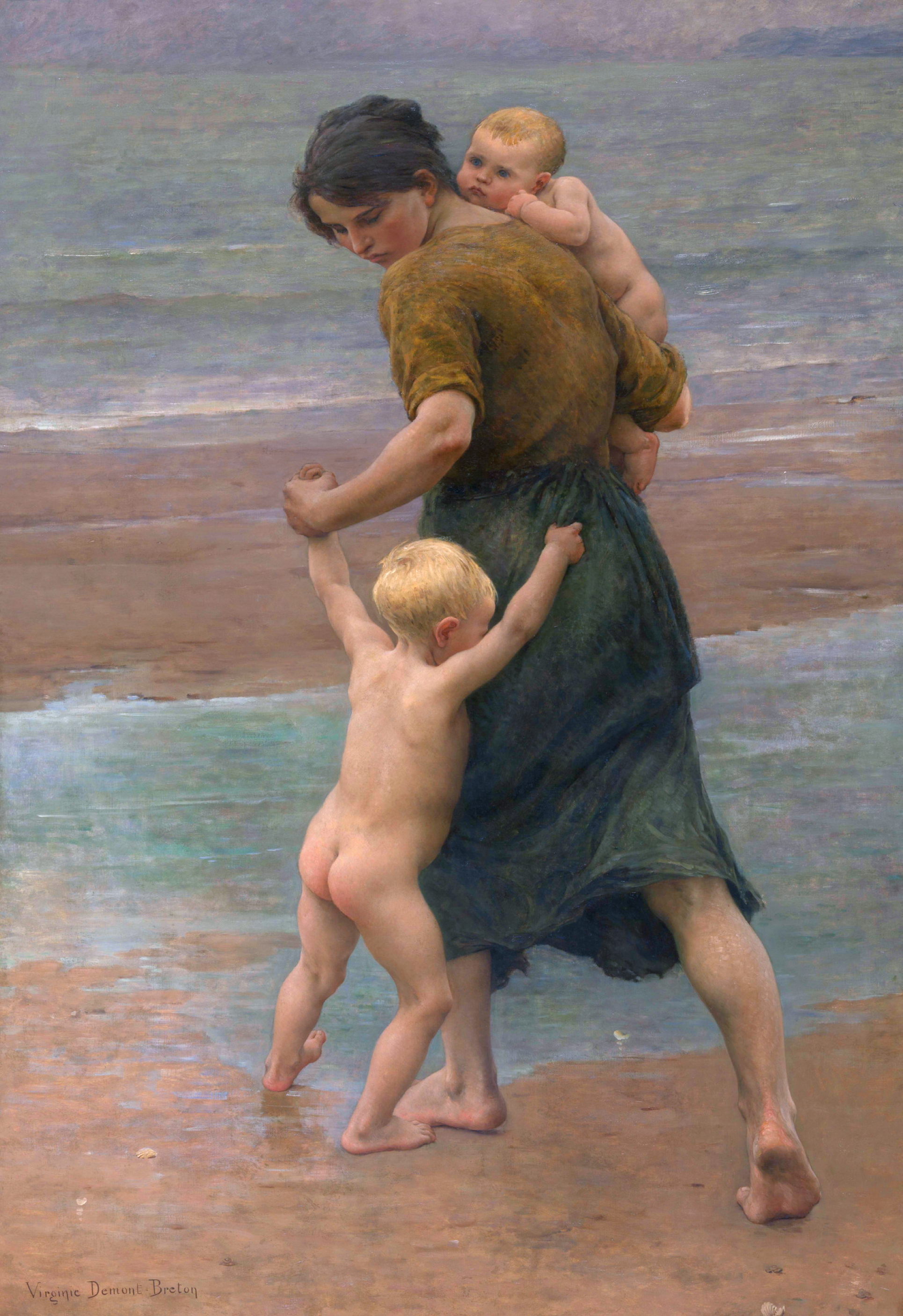
Het water in
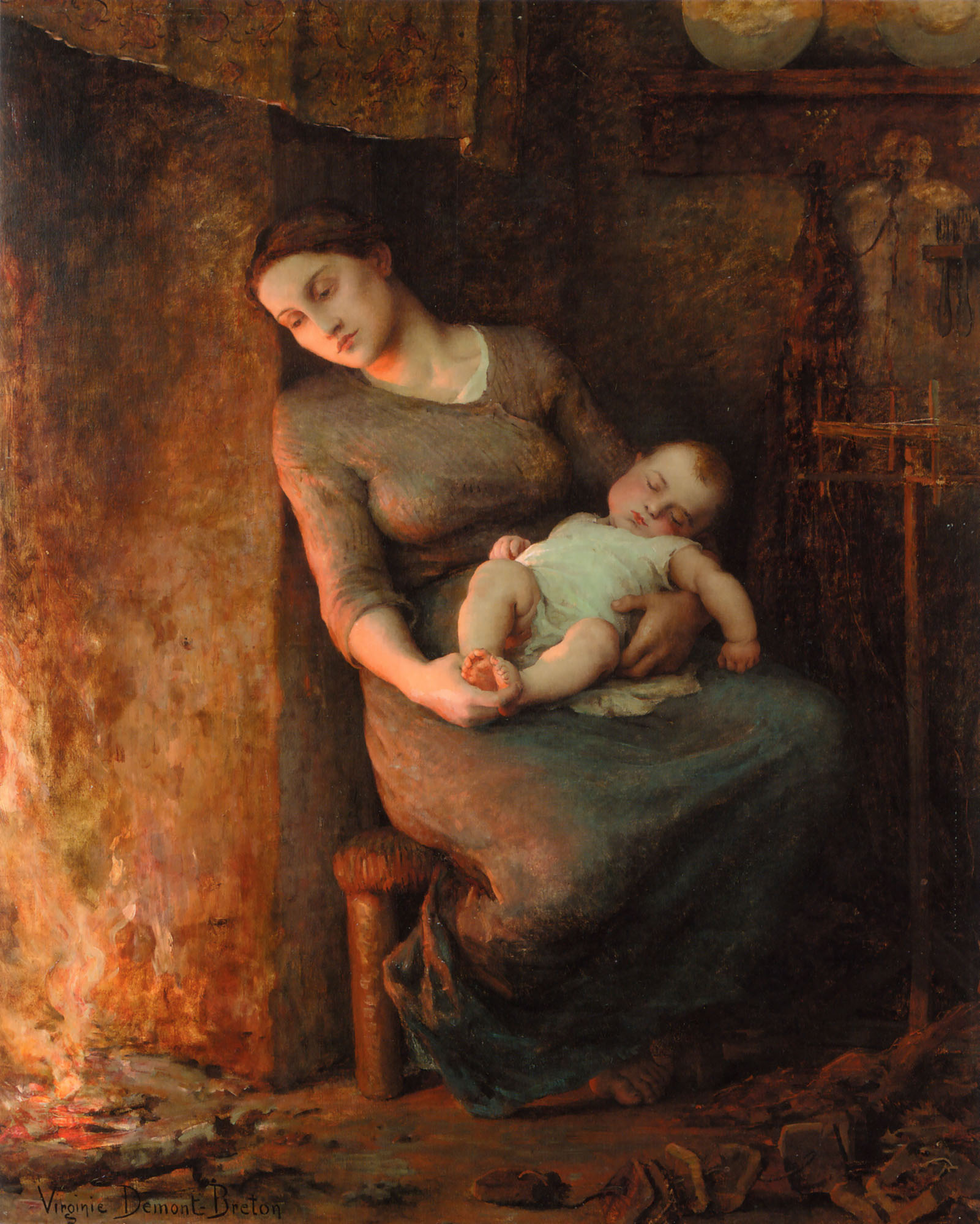
Haar man is op zee door Virginie Demont-Breton
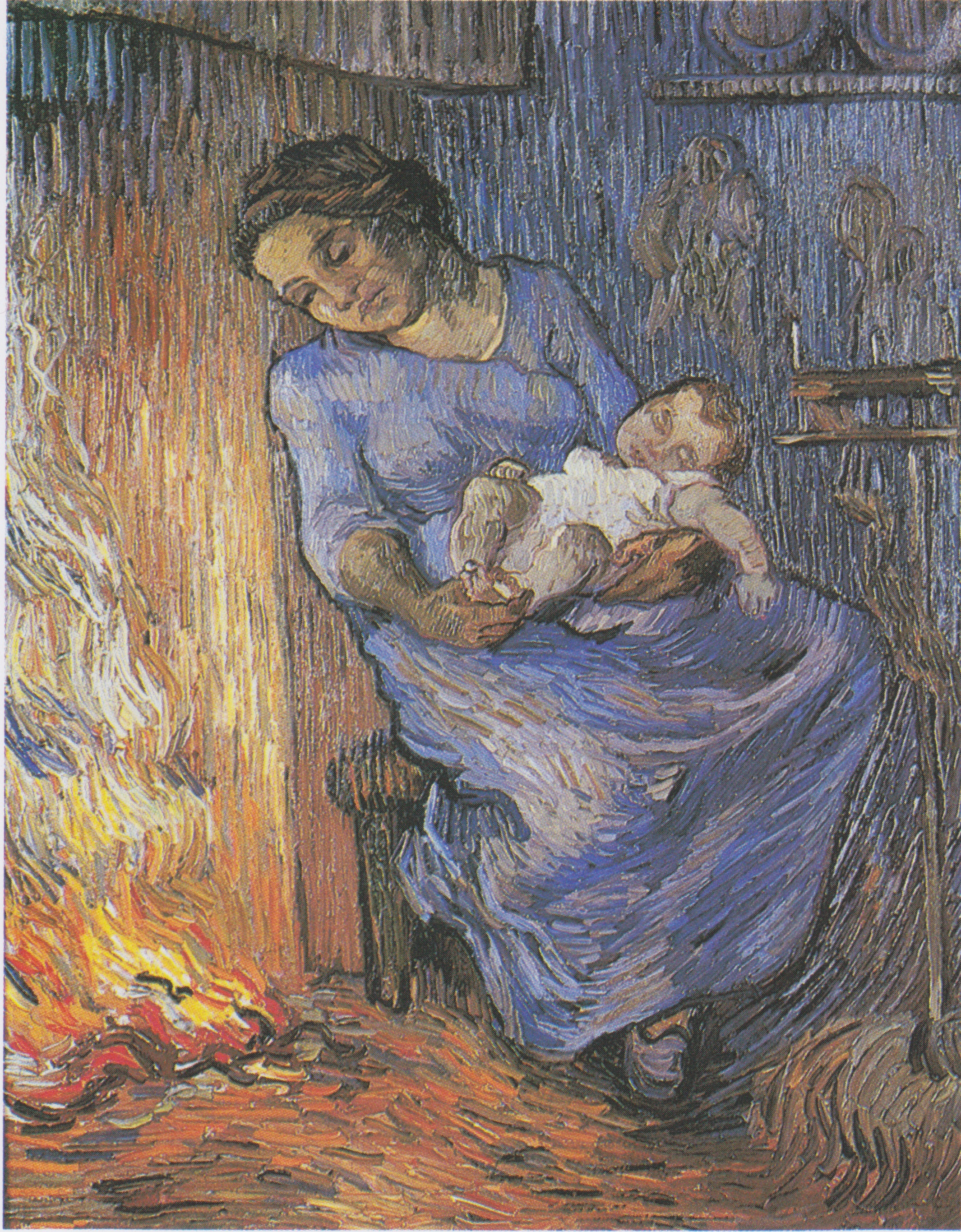
Haar man is op zee (naar Demont-Breton), door Vincent van Gogh, 1889, Privécollectie
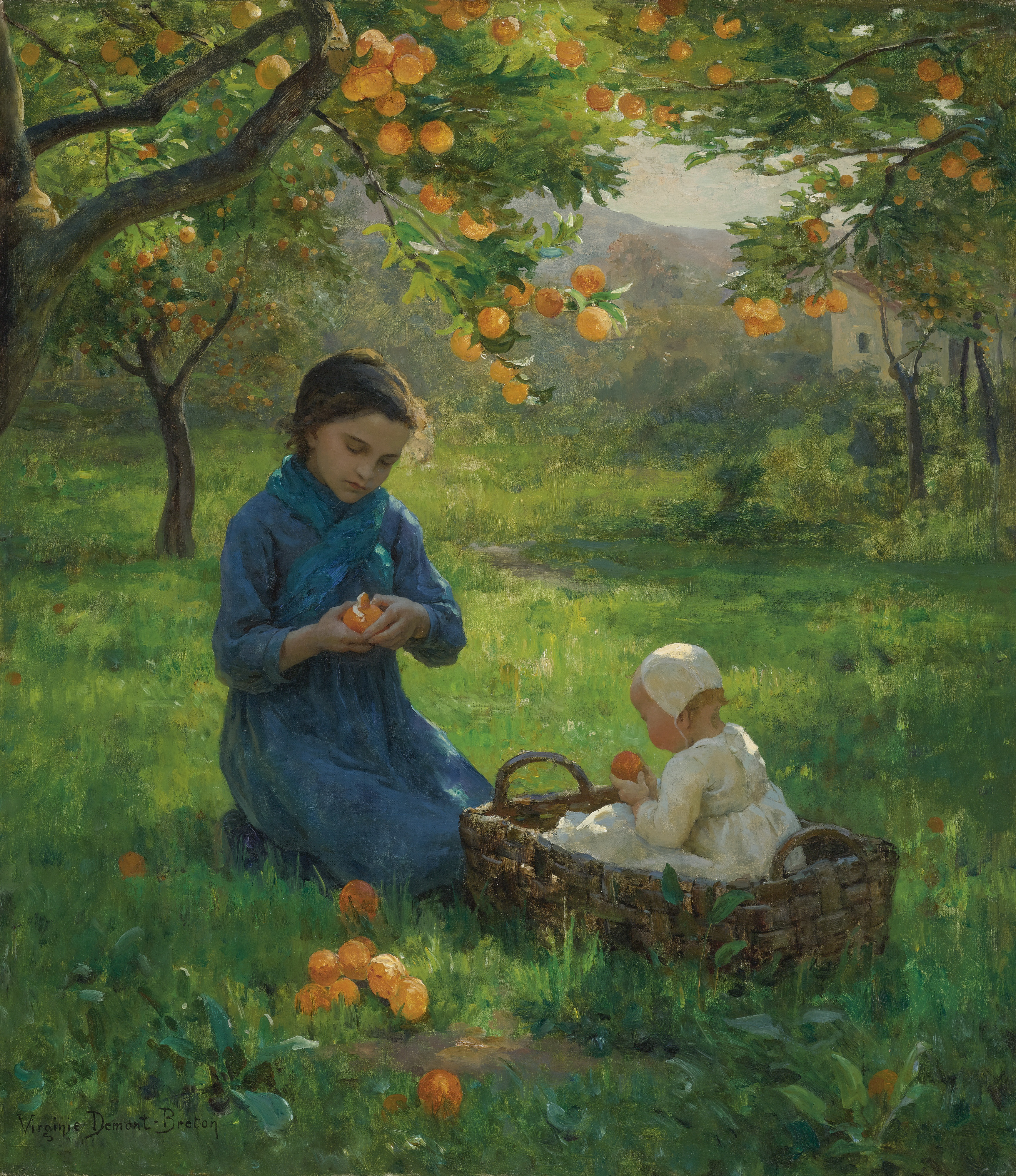
Onder de sinaasappelboom
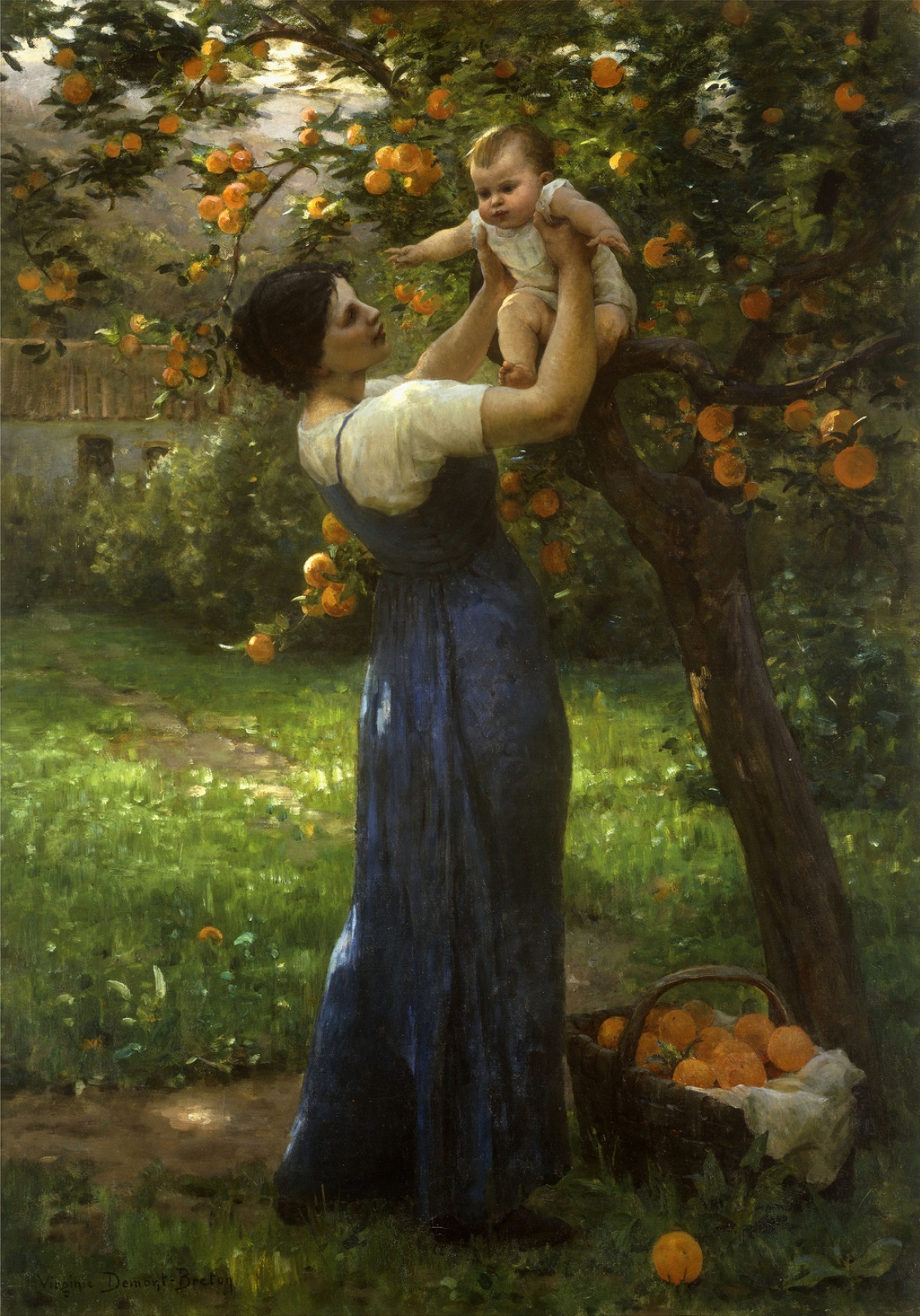
Moeder en kind in een sinaasappel boomgaard
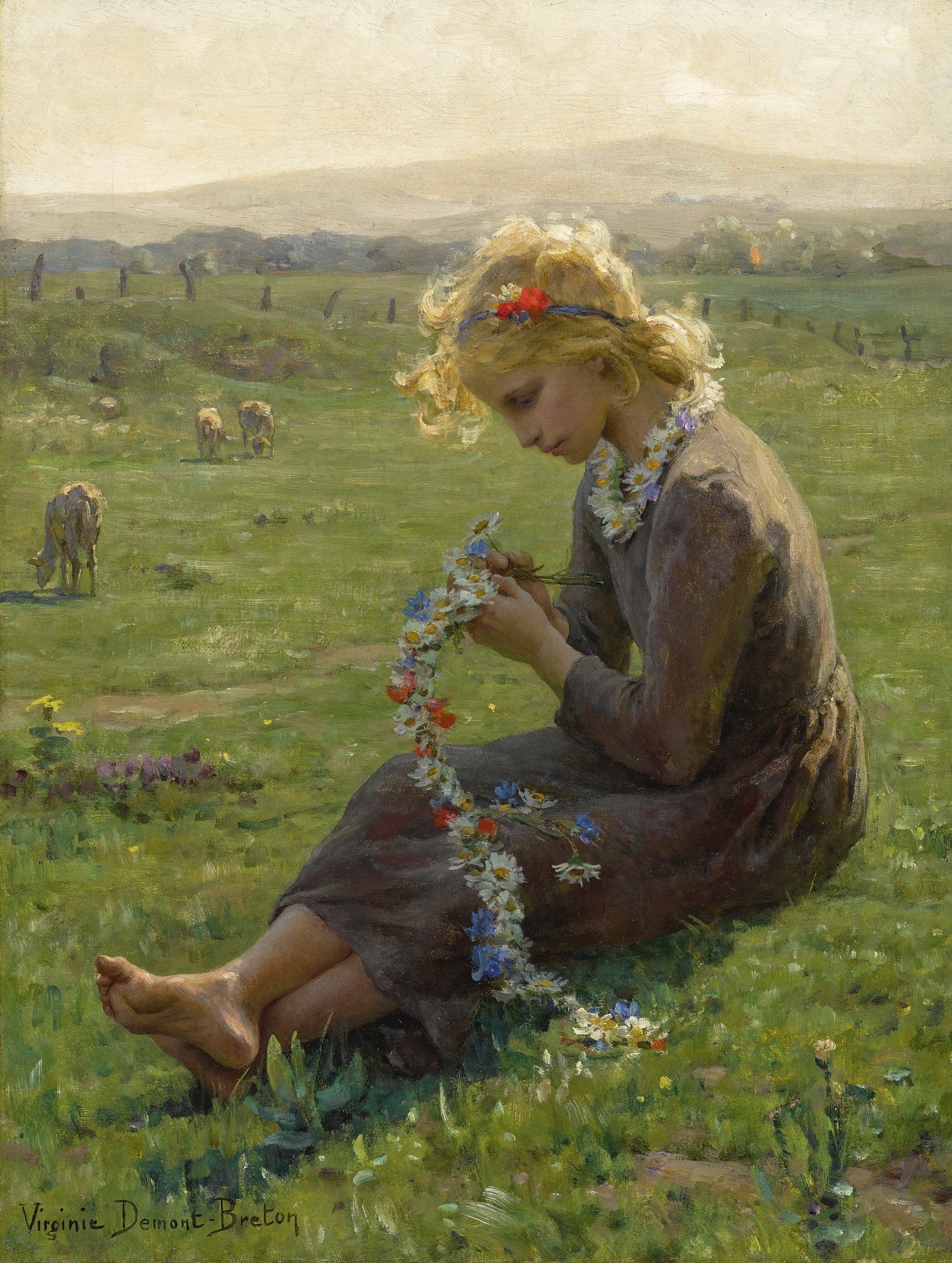
Meisje met een krans van wilde bloemen